# Klimmspitze

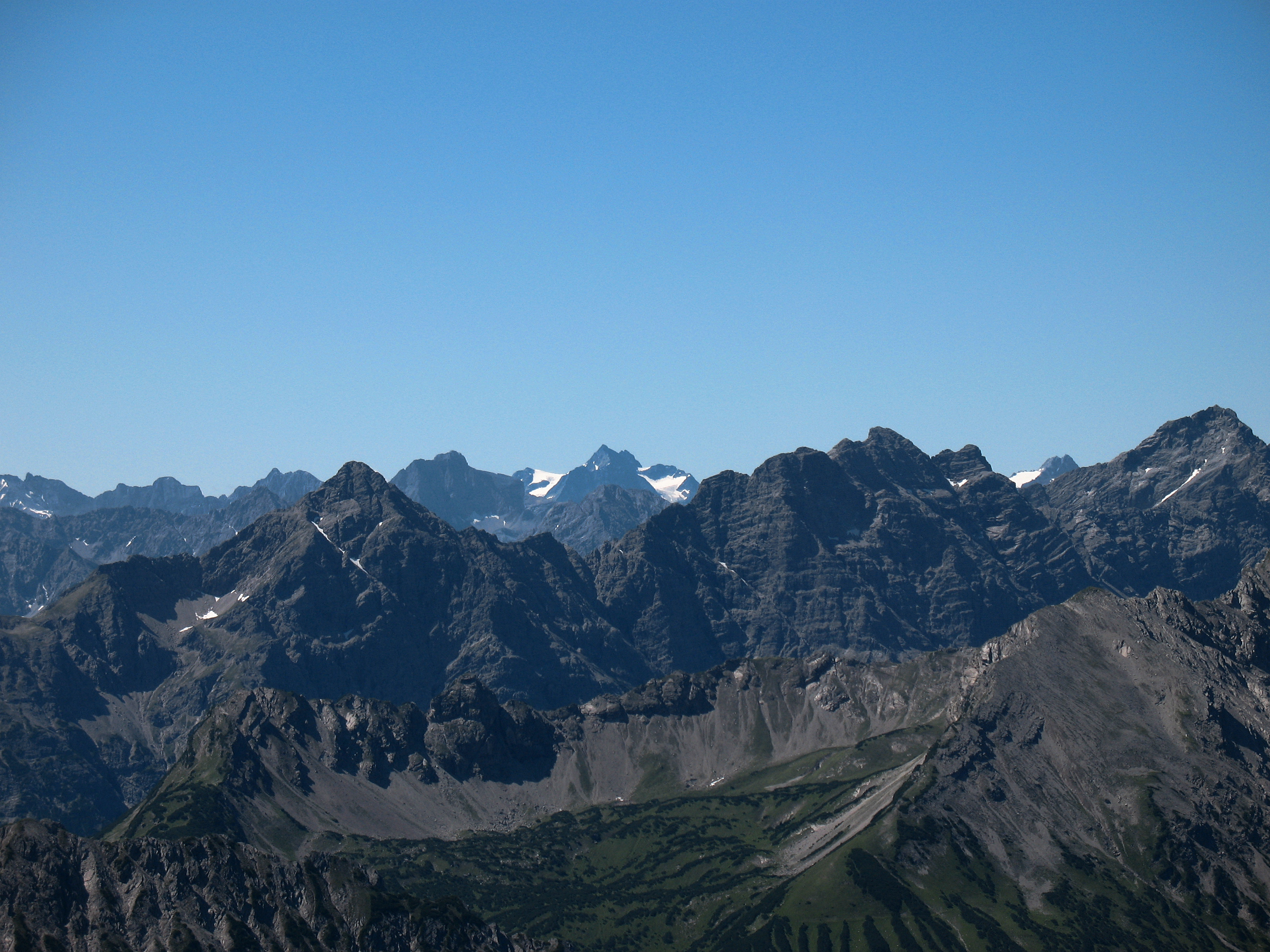
Klimmspitze mit Wasserfallkarspitze und Urbeleskarspitze

Die Klimmspitze ist ein 2464 m ü. A. hoher Berg in den Allgäuer Alpen im österreichischen Bundesland Tirol.

## Lage und Umgebung
Der in der Untergruppe 	Hornbachkette gelegene Berg stellt den östlichsten Gipfel dieser Bergkette dar. Die Flanken der Klimmspitze fallen nach Süden und Osten ins Lechtal ab, nach Norden ins Hornbachtal ab. Im Westen besteht eine Gratverbindung zur Schwellenspitze (2496 m), die der Wasserfallkarspitze (2557 m) untergeordnet ist. Die Scharte zwischen Klimm- und Schwellenspitze ist der Referenzpunkt für die Schartenhöhe der Klimmspitze. Als Schartenhöhe ergibt sich aus der Österreichischen Karte ein Mindestwert von 204 Metern, aus der Alpenvereinskarte Allgäuer - Lechtaler Alpen – Ost ein Wert von 186 Metern.
Die Gemarkung, auf der sich die Klimmspitze befindet ist Elmen, das an der Südostflanke des Berges, auf der gegenüberliegenden Lechseite liegt.

## Namensherkunft
Eine erste Erwähnung der Klimmspitze erfolgte im Jahr 1751 als in/von Klimer Spiz. Die Benennung des Berges erfolgte nach der kleinen Ortschaft Klimm, wenig südwestlich von Elmen. Sie wurde bereits 1312 als Climme und 1318 als Klimme in Urkunden erwähnt. Als Herkunft des Namens kommt das mittelhochdeutsche Wort „klimmen“ in Frage, was zusammen- oder einklemmen bedeuten kann. Dies würde die eingeengte Lage des Ortes zwischen der Südostflanke der Klimmspitze und dem Lech beschreiben.

## Alpinismus

### Besteigungsgeschichte
Den ersten Bericht über eine Besteigung lieferte Hermann von Barth für das Jahr 1869, eine Besteigung durch Einheimische vor ihm ist aber denkbar. 1894 stieg Chr. Wolff ins Schwellenkar ab. Eine Begehung von Ost- und Westgrat erfolgte 1913 durch J. Färber und W. Klaunig. Die Nordwand wurde im Jahr 1925 von Bachschmid und Hans Wüstendorfer durchstiegen.

### Besteigung
Der Normalweg auf die Klimmspitze ist ein markierter Steig, der in Klimm beginnt und zunächst über die Südostflanke und dann nach Westen ins Großkar führt. Über die geröllige Südwestflanke wird der Gipfel erreicht. Dafür sind Trittsicherheit und Schwindelfreiheit nötig.
Auf der Nordseite ist eine weglose Besteigung von Hinterhornbach her durchs Schwellenkar möglich, hierbei muss im II. Grad geklettert werden. Die gleiche Schwierigkeit besitzt der Westgrat, wohingegen der Ostgrat mit III+ bewertet wird. Die Schlüsselstelle der Nordwand ist eine IV+.
In schneereichen Wintern kann die Klimmspitze auch im Rahmen einer Skitour bestiegen werden, die sich größtenteils am Normalweg orientiert.